# 巴拉纳伊塔
巴拉纳伊塔是巴西马托格罗索州的一个市镇。总面积4830.143平方公里，总人口11540人，人口密度2.4人/平方公里。